# Азиатский буйвол
Азиатский буйвол, или индийский буйвол, индийский водяной буйвол, арни (лат. Bubalus arnee) — парнокопытное млекопитающее из семейства полорогих. Один из самых крупных быков. Взрослые особи достигают длины более 3 метров. Высота в холке доходит до 2 м, а вес может достигать 1000 кг, в отдельных случаях до 1200, в среднем же взрослый самец весит около 900 кг. Рога доходят до 2 м, они направлены в стороны и назад и имеют полулунную форму и уплощённое сечение. У коров рога небольшие или отсутствуют.

## Ареал и проблемы сохранности вида
Дикие азиатские буйволы обитают в Индии, Непале, Бутане, Таиланде, Лаосе и Камбодже, а также на Цейлоне. Ещё в середине XX века буйволы водились в Малайзии, но сейчас, по-видимому, диких животных там не осталось. На острове Миндоро (Филиппины) в специальном заповеднике Иглит обитал особый, карликовый подвид, носивший название тамарау (В. b. mindorensis). Этот подвид уже, видимо, вымер. Но исторический ареал расселения буйвола огромен. Ещё в начале первого тысячелетия н. э. индийский буйвол встречался на огромной территории от Месопотамии до южного Китая.
В большинстве мест буйволы живут сейчас на строго охраняемых территориях, где они привыкли к человеку и уже не являются дикими в строгом смысле этого слова. Индийский буйвол также завезён в XIX веке в Австралию и широко расселился на севере континента.
В странах Азии ареал и численность индийского буйвола постоянно сокращаются. Основная причина этого — не охота, которая, как правило ограничена и ведётся по строгим квотам, а разрушение среды обитания, распашка и заселение глухих территорий. Мест, где дикий буйвол может жить в природной обстановке становится всё меньше. Фактически сейчас в Индии и на Шри-Ланке ареал дикого буйвола полностью привязан к национальным паркам (знаменитый национальный парк Казиранга в индийском штате Ассам располагает стадом буйволов более, чем в тысячу голов). Ситуация в Непале и Бутане немногим лучше.
Другая серьёзная проблема — постоянное скрещивание диких буйволов с домашними, из-за чего дикий вид постепенно утрачивает чистоту крови. Избежать же этого крайне сложно ввиду того, что практически везде диким буйволам приходится жить в соседстве с людьми и, соответственно, домашними буйволами, содержащимися на вольном выпасе.

## Образ жизни
Образ жизни индийского буйвола тесно связан с водоёмами, желательно со стоячей или медленно текущей водой. Утром и вечером в прохладные часы буйволы пасутся, причём водная растительность составляет порой до 70 % кормов, а всю жаркую часть дня лежат, погрузившись до головы в жидкую грязь.

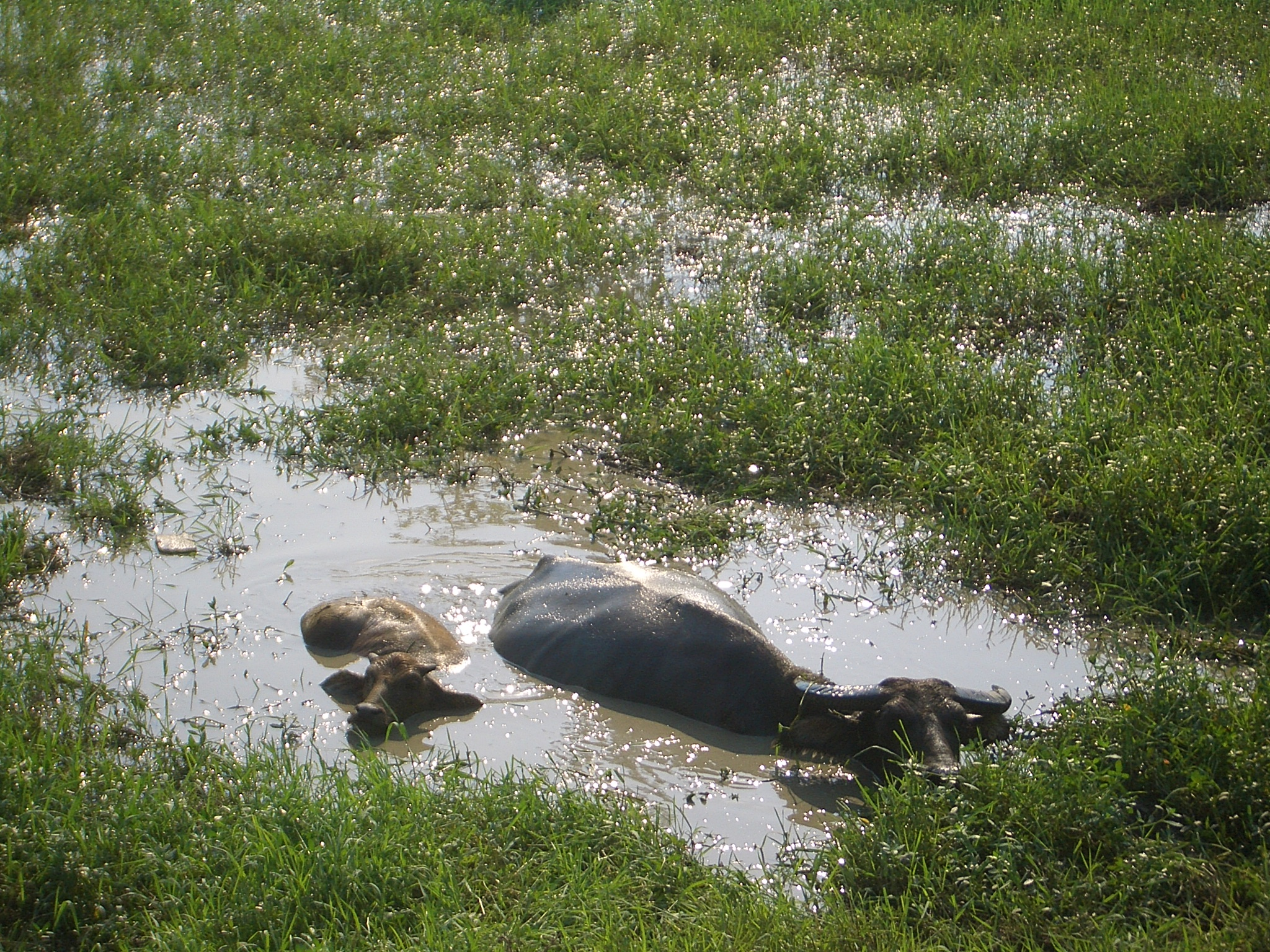
Жаркую часть дня буйволы проводят в воде (южный Китай)

При этом они часто соседствуют с индийскими носорогами там, где носороги ещё остались (Казиранга, парк Читван в Непале). В это время буйволы становятся объектом пристального внимания белых цапель и других птиц, которые, садясь на спину и голову животного, вытаскивают из его шкуры клещей и других паразитов. То же самое делают водяные черепахи. Навоз буйволов играет роль естественного удобрения, благодаря которому в водоёмах, облюбованных буйволами, поддерживается интенсивное развитие растений.

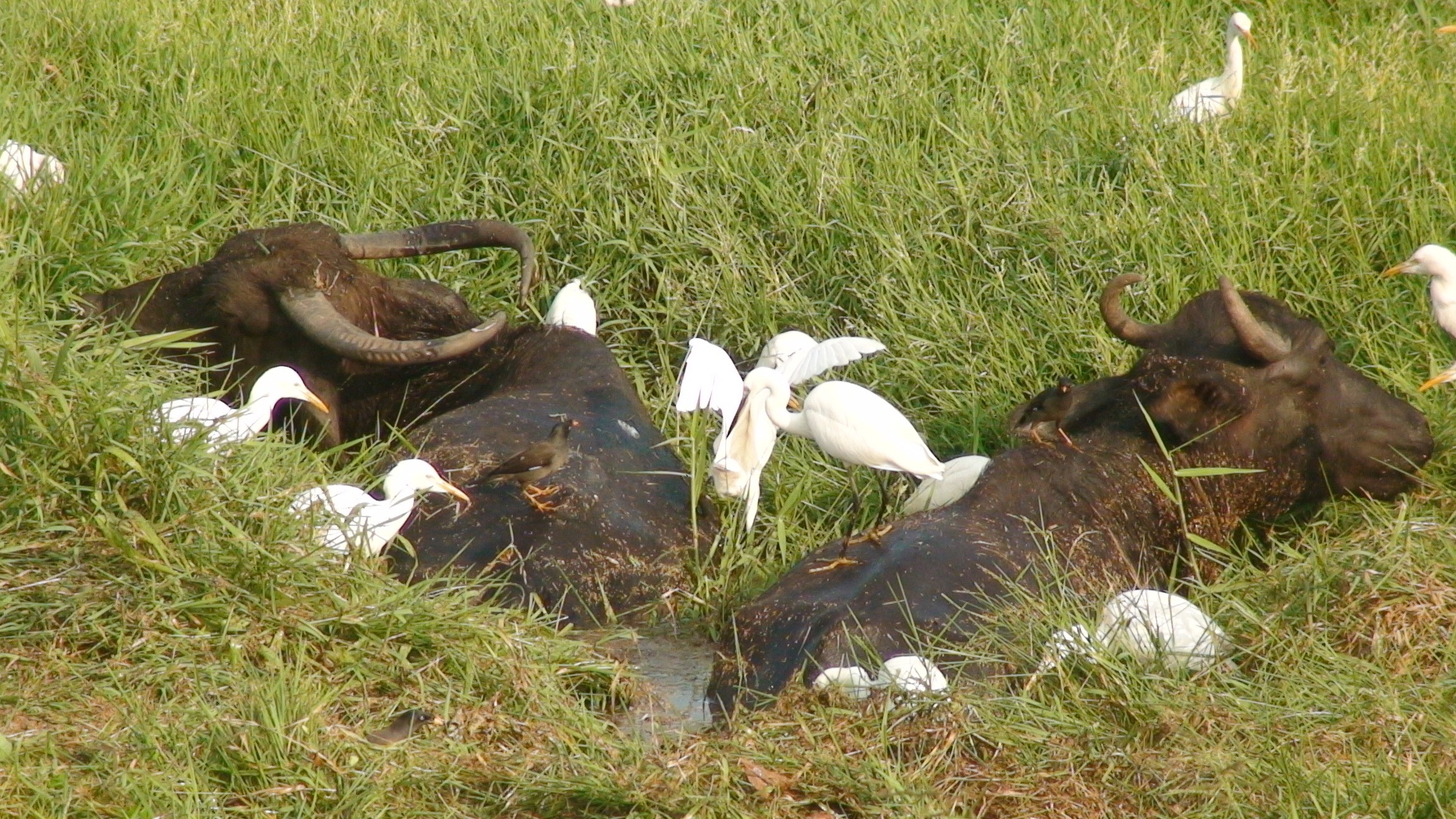
Буйволов всегда окружают цапли

Буйволы держатся обычно небольшими стадами, в состав которых входит старый бык, два-три молодых быка и несколько коров с телятами. Иерархия подчинения в стаде если и соблюдается, то не слишком строго. Старый бык чаще держится несколько в стороне от остальных животных, но при бегстве от опасности он следит за стадом и ударами рогов возвращает отбившихся коров. При движении соблюдается определённый порядок: старые самки идут в голове, телята — в середине, а арьергард составляют молодые быки и коровы. В случае опасности стадо обычно скрывается в зарослях, описывает полукруг и, остановившись, ожидает преследователя на своих собственных следах.
Очень старые быки становятся настолько неуживчивыми, что часто держатся в одиночку. Такие одиночные дикие буйволы могут быть опасны — они иногда бросаются на человека без видимой причины.
Как у большинства обитателей тропического пояса, периоды гона и отёла у индийских буйволов не связаны с определённым сезоном. Беременность длится 300—340 дней, после чего самка приносит лишь одного телёнка. Новорождённый буйвол одет пушистым жёлто-бурым мехом. Период молочного кормления длится 6—9 месяцев.
Естественных врагов у буйвола немного. Многие хищники, такие как красные волки и леопарды могут нападать на телят, молодняк или самок, но взрослый бык, как правило, является непосильной добычей для большинства хищников. Только тигры, болотные и гребнистые крокодилы способны охотиться на крупных буйволов. На некоторых Индонезийских островах буйволы любых возрастов также подвергаются нападениям комодских варанов, которые буквально поедают их живьём, разорвав сухожилия. Много телят, впрочем, гибнет также от жары и разных заболеваний.

## Классификация

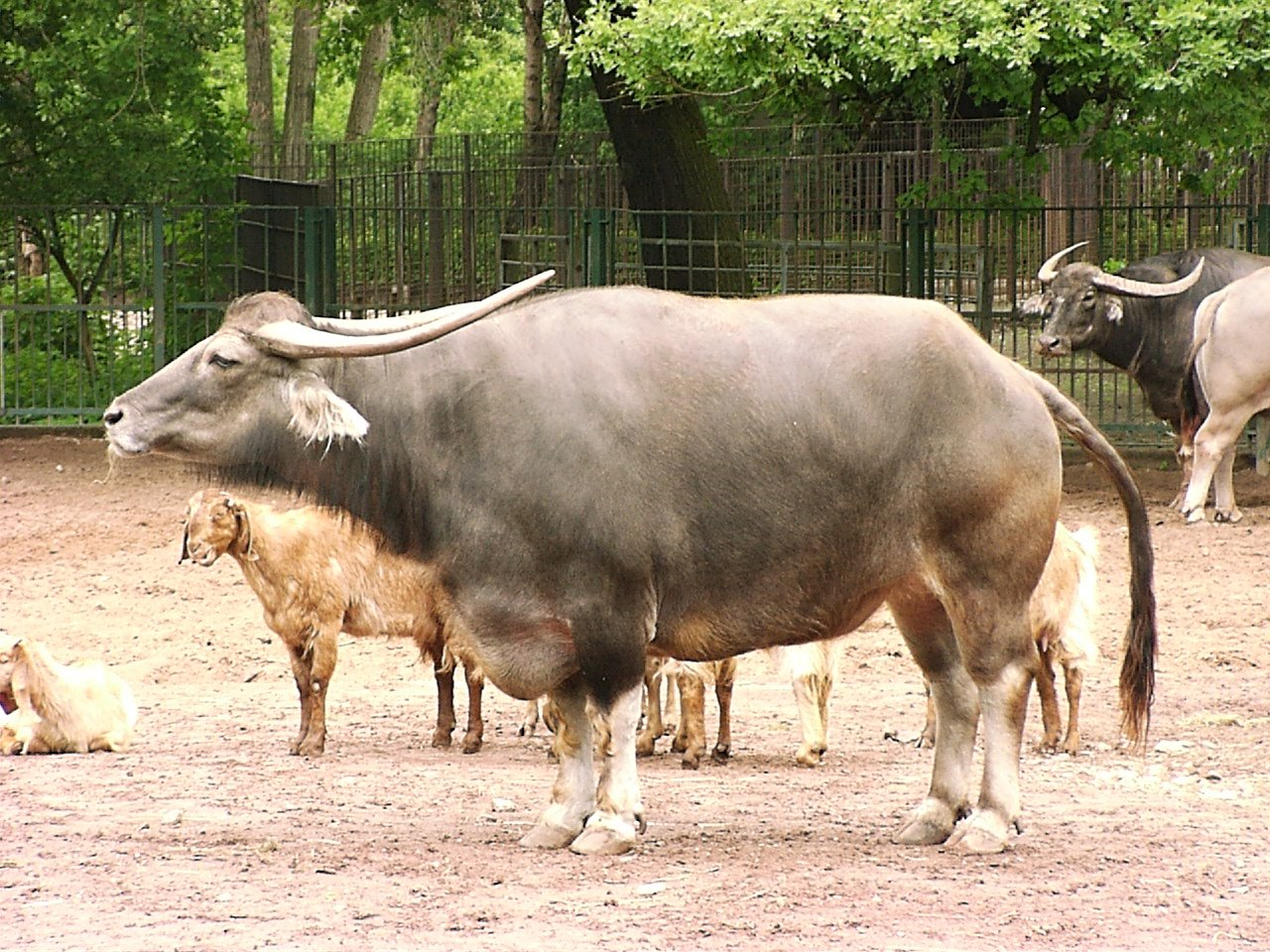
Буйволы в Берлинском зоопарке

Различают до 6 форм азиатского буйвола, которым разные исследователи придают разный систематический ранг. В настоящее время чаще всего выделяют 4 подвида дикого азиатского буйвола Bubalus arnee, а одомашненную форму рассматривают как отдельный вид Bubalus bubalis, включающий две генетически отличных разновидности:
- Bubalus arnee arnee (= B. bubalis arnee) — восточная Индия и Непал;
- Bubalus arnee fulvus (= B. bubalis fulvus) — наиболее крупный подвид, Ассам и прилегающие территории;
- Bubalus arnee theerapati (= B. bubalis theerapati) — западная и южная части полуострова Индокитай;
- Bubalus arnee migona (= B. bubalis migona) — Цейлонский водяной буйвол[8], остров Шри-Ланка;
- Bubalus bubalis bubalis — одомашненная форма азиатского буйвола, так называемый «речной тип», имеет 50 хромосом[8];
- Bubalus bubalis var. kerabau — особая разновидность, «болотный тип» домашнего азиатского буйвола, имеет 48 хромосом[8].

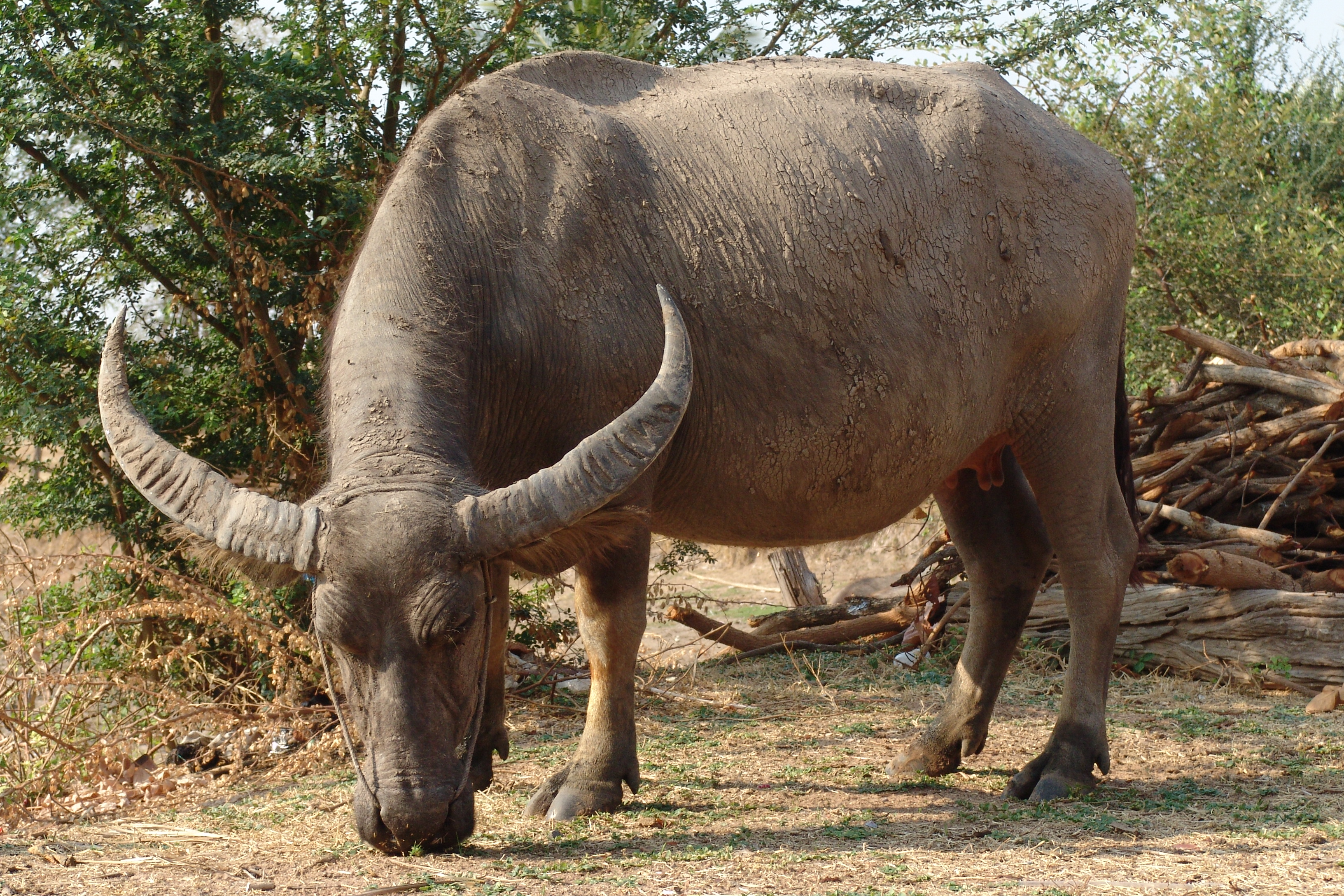
Домашний азиатский буйвол

## Буйвол и человек
Индийский буйвол одомашнен с глубокой древности. Домашний буйвол отличается от дикого более спокойным нравом, более короткими (как правило) рогами, а также телосложением — брюхо у него сильно выпуклое, провисающее, в то время, как дикий буйвол гораздо более поджарый.
Домашний буйвол — одно из основных сельскохозяйственных животных в странах Юго-Восточной Азии, Индии, южном Китае, островах Малайского архипелага. Много домашних буйволов в странах Южной Европы, особенно Италии, куда они попали, видимо, с арабами в VIII—IX веках. Домашний буйвол завезён в Японию, на Гавайи, в Латинскую Америку. Очень много домашних буйволов в Судане и других странах Восточной Африки и на острове Мадагаскар. Издавна культивируют буйвола в Закавказье. Также буйволов разводят в Закарпатской и Львовской областях Украины.

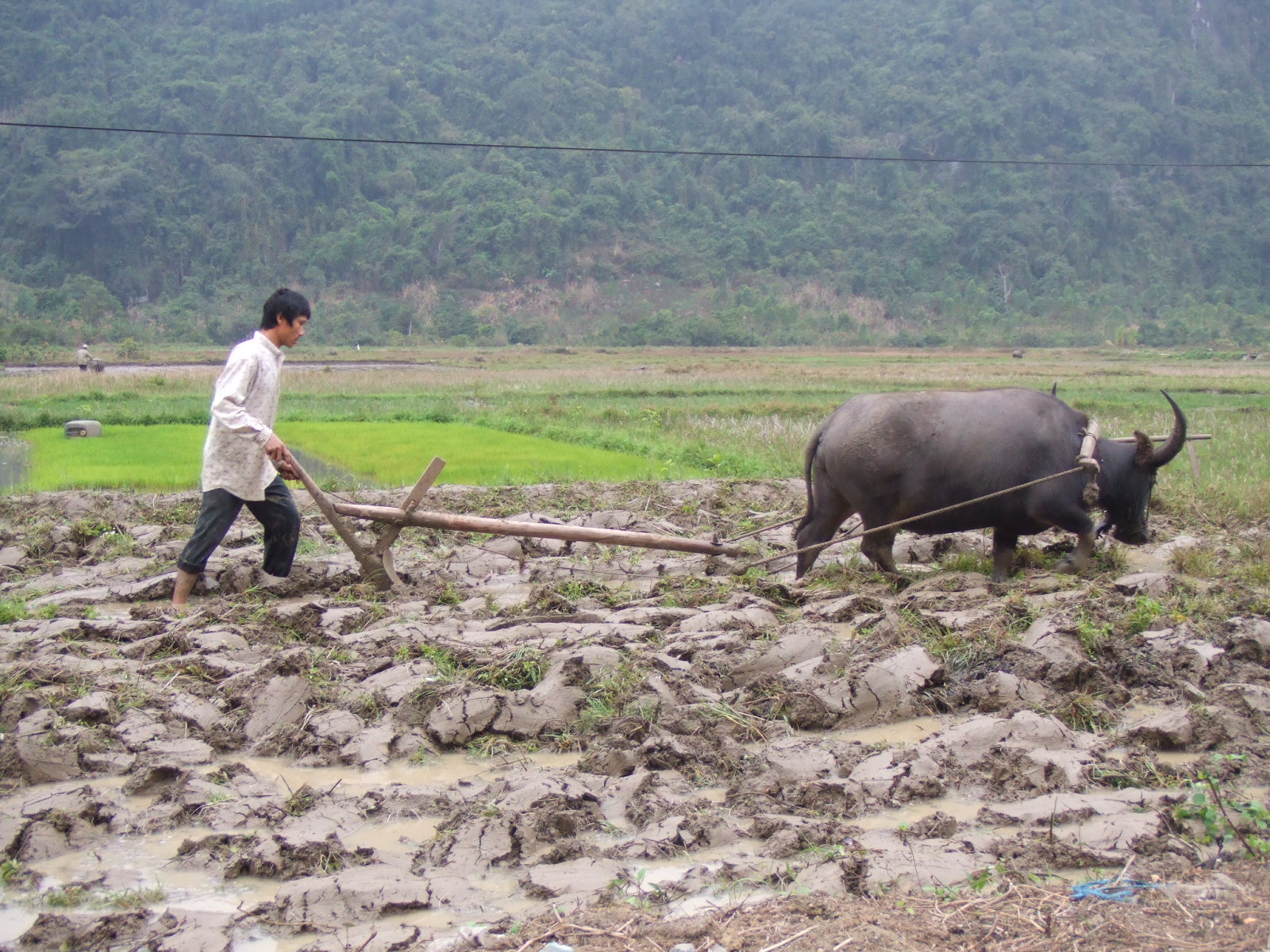
Невозможно представить обработку рисовых полей без буйвола

Используют буйвола в основном как тягловую силу, особенно при обработке рисовых полей, а также как молочный скот, хотя продуктивность буйволиц в несколько раз ниже, чем молочных коров. Однако молоко буйволиц жирнее коровьего.
Мясо буйволов, даже телят, очень жёсткое, поэтому нечасто употребляется в пищу.
Крупный дикий буйвол-бык, с большими рогами — желанный трофей для охотника. Однако в большинстве стран, где сохранились дикие буйволы, охота на них или запрещена, или строго ограничена. Исключение лишь Австралия, где буйвол — важный охотничий зверь.
Буйвол крепок на рану, а будучи ранен — весьма опасен. Поэтому для охоты используется оружие крупного калибра, обычно не меньше, чем .375 Н&Н Magnum или .416 Rigby.
Несмотря на внешнее сходство с коровами, буйволы не способны к скрещиванию с ними; при лабораторном осеменении эмбрионы погибали на 8-клеточной стадии или ранее.

## Примечательные факты
- Знаменитый итальянский сыр моцарелла по традиционному рецепту изготавливается из буйволиного молока.
- В Индии, где корова для большинства населения — священное животное и не подлежит забою на мясо, в продаже, однако, нередко можно встретить говядину и телятину. Этот парадокс объясняется тем, что религиозный запрет не распространяется на буйволов, поэтому под названием «говядина» продаётся не что иное, как буйволиное мясо. Оно отличается от настоящей говядины по вкусу, к тому же буйволятина намного жёстче говядины.
- В ряде мест Юго-Восточной Азии (некоторые районы Вьетнама, Таиланда, Лаоса) к любимым народным забавам относятся бои домашних буйволов.

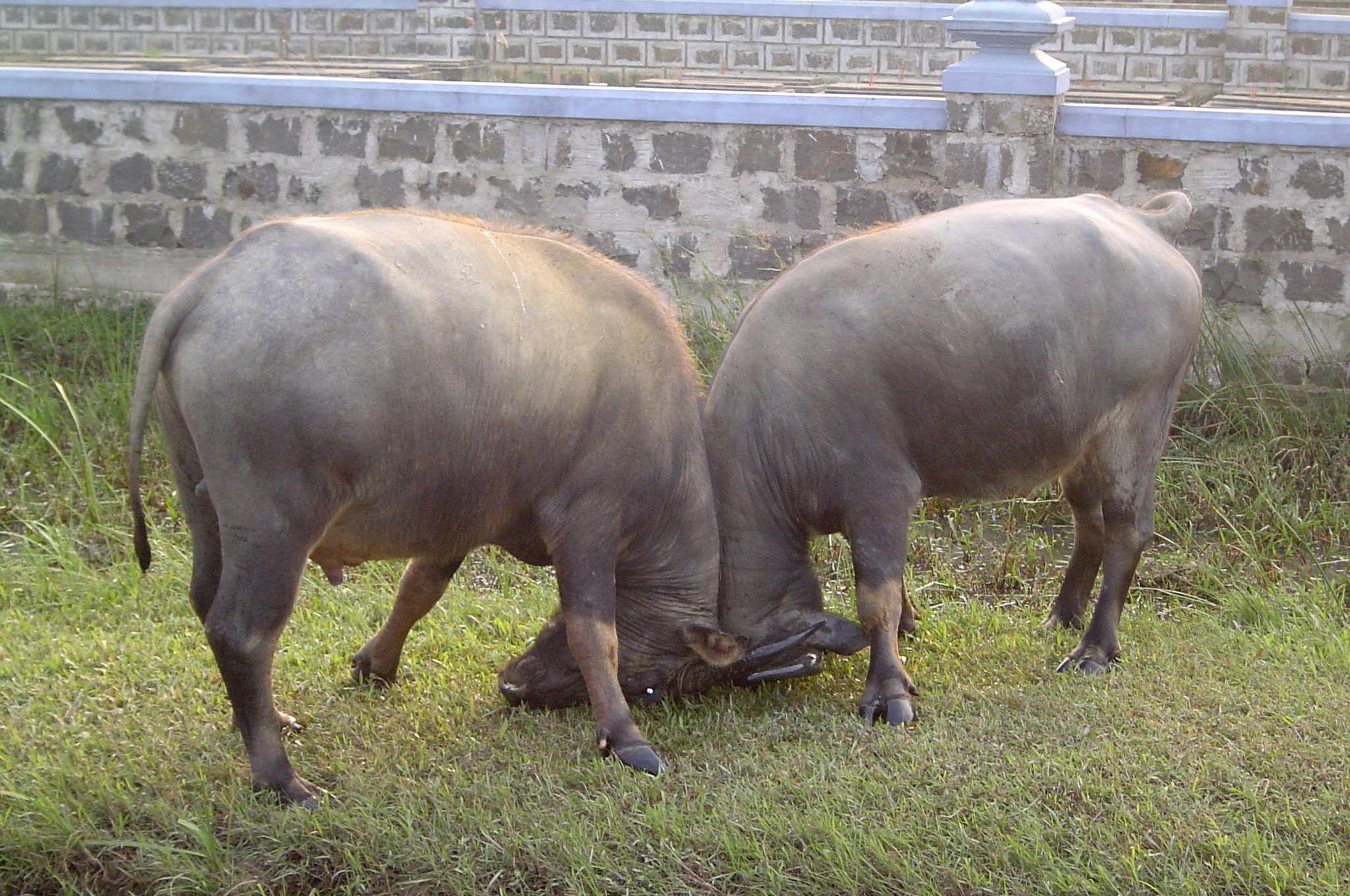
Бой буйволов, Вьетнам

Наиболее рослых быков задолго готовят к состязаниям, обучают и откармливают специальным образом. Бой происходит без участия человека — быки выводятся на площадку один против другого и бодаются, пока один не бежит с поля боя или не проявит несомненных признаков поражения (например, упадёт к ногам победителя). Схватка очень редко бывает кровавой — обычно буйволы не наносят друг другу каких-то серьёзных повреждений. В последние десятилетия бои буйволов стали также популярным зрелищем на потребу туристам.